# 巴尼·威廉斯
巴尼·威廉斯（英語：Barney Williams，1977年3月13日—），加拿大男子赛艇运动员。他曾代表加拿大参加2004年夏季奥林匹克运动会赛艇比赛，获得男子四人单桨无舵手银牌。